# Ischnoptera iguabense
Ischnoptera iguabense es una especie de cucaracha del género Ischnoptera, familia Ectobiidae. Fue descrita científicamente por Oliveira & Lopes en 2011.
Habita en Brasil.